# Joel Marklund
Joel Marklund, född 1985, är en svensk fotograf, främst inriktad på sportfoto.
Marklund har ingen formell fotoutbildning utan inledde sin karriär med att skriva om tv-spel för lokaltidningen Norrländska Socialdemokraten (NSD) när han var bosatt i Boden. Han fick fortsätta med att skriva artistintervjuer och konsertrecensioner och det var i samband med det som han började fotografera. Han gick senare vidare till Aftonbladet.
Marklund har arbetat som fotograf sedan 2005 och är fotografisk chef och delägare av Bildbyrån. Som fotograf har han bevakat stora idrottshändelser som OS och Wimbledon liksom tagit de officiella bilderna av Sveriges herrlandslag i fotboll.
Sedan 2012 har han vunnit tio gånger i olika kategorier av fototävlingen Årets bild. Han har även utsetts till Sports photojournalist of the year i NPPA:s Best of photojournalism.
Han är bosatt i New York.